# 愛しの刑事
『愛しの刑事』（いとしのでか）は、1992年10月18日から1993年3月21日まで、テレビ朝日系列で毎週日曜20:00 - 20:54（JST）に全20話が放映された、石原プロモーション制作のテレビドラマ。主演は舘ひろしと宅麻伸。

## 概要
本作品は、『代表取締役刑事』から1年ぶりとなる石原プロ制作の連続刑事ドラマであると同時に、1990年代における同社制作のテレビドラマとしては最後に制作された作品でもある。本作品は制作時期がバブル崩壊後であることから、撮影においても予算削減が図られるなどその影響を大きく受けている。特にスタジオレンタルの費用節約のため、刑事部屋・課長部屋・取調室や廊下といった警察署内のシーンは、当時調布市布田の「調布シティビル」に移転したばかりの石原プロの事務所内で撮影されている。これには「自然光のリアルさを生かす」という狙いもあったという。また劇伴音楽についても、担当者が共通する同年放送の刑事ドラマ『俺たちルーキーコップ』（TBS系列）からの流用が目立った。
過去の石原プロ作品では、日産自動車や三菱自動車が劇用車協力として参加していたが、本作品では特定の自動車メーカーの協力は受けておらず、過去作品での提供品やレンタル会社の車輌をそのまま使用している。
山形県におけるテレビ朝日系列の日曜20時台の番組は、本作品までは当時、日本テレビ系列とテレビ朝日系列のクロスネット局だった山形放送で同時ネットされていたが、後番組の『ララバイ刑事'93』以降は、1993年4月1日にフジテレビ系列局からテレビ朝日系列局へとネットチェンジした山形テレビでの放送となった。これと同時に、以降のテレビ朝日系列日曜20時台の番組の同時ネット局は、フルネット局のみとなった。

## 登場人物

### 城西署
羽山 了（刑事）
演 - 舘ひろし
階級は警部補。呼び名は「羽山君」「羽山さん」「リョウさん」。城西署の刑事防犯課・捜査係の現場リーダー格。上司である高倉、中野も彼の捜査方法には信頼を置く。警視庁の研修でシンガポールへ行き、不在だった時期がある。前の署に在籍時、お宮入り寸前の殺人犯を逮捕という手柄を結婚間近の同僚に譲っている（同僚は警視総監賞で、彼は始末書）。スポーツは好きで、角筈署在籍時にラグビー好きの警官を集めてチームを作り、城西署に移ってからは少年野球チームのコーチをしている。さらに、ゴルフも好きである。子供の頃から、ナイフやモデルガンに興味がある。家族は母がいる。父親とは3歳の頃に死別。
使用拳銃はコルト・ガバメント。
川村 丈彦（刑事）
演 - 宅麻伸
階級は警部補。父・泰吉は城西署の鑑識員だったが、過去の事件を独自で再捜査中に事件の真犯人に射殺されてしまう。事件当時は警視庁本部勤務だったが、真犯人を逮捕の際に羽山らと協力したことをきっかけに、事件解決後に城西署へ転属となる。父親譲りの優しい性格だと警視庁でも評判である一方、情に脆い性格が裏目に出ることも多い。羽山との相性は中野曰く「水と油」。7年前に関係のあった情報屋を殺されて以来、情報屋を使う捜査を行っていない。潜入捜査で信用金庫に勤務した事がある。過去に結婚を考えた女性がいるも、別れている。最終話で、新年度から新設される国際特別捜査班に異動という形で本庁に復帰した。
使用拳銃はS&W・M586で、舘が出演したあぶない刑事シリーズで鷹山刑事が使用していた銃と全く同じ仕様のものが使われた。
中野 慶一（係長）
演 - 井上順
階級は警部補。優柔不断な性格であるが、羽山いわく「人一倍責任感の強い人」。それは、自分の名刺を犯行に利用されてしまった時、神経性の胃潰瘍で入院の状況でありながら、責任を感じて病院を抜け出して捜査をしたということからもわかる。高倉とは相性の合わないことが多くみられるが、高倉は彼を嫌っているわけではない。山手署に勤務時代から、小泉明子という女性と文通している。家族は妻と子供がいる。妻は最初の子を流産していると自身が述べている。
桜井 弓子（刑事）
演 - 高樹澪
階級は巡査。年齢は30歳。過去に南青山署に勤務していたことがある。高校時代からの親友に横領事件の容疑がかけられた事がある。愛車はC83Aミラージュハッチバックサイボーグ。
岡本 俊作（刑事）
演 - 坂上忍
呼び名は「シュン」。アバウトな性格で、いつもヘマをするイメージで周囲に思われているのを本人は気にしている。山下とコンビを組む事が多く、「岡山コンビ」と中野から命名された事がある。警視総監賞を常に狙っていて、理由は入院中の母が見た夢を正夢にしたいから。家族は、心臓が悪く入院中の母と姉がいる。情報屋に丸山丈という男を使っていた。辰巳署に勤務したことがある。
山下 浩（刑事）
演 - 谷川竜
呼び名は「シモ」「シモさん」。高知県出身。高倉いわく、書く字がきたないらしい。家族は母と、結婚して家庭を持つ姉がいる。
松原 あや子（事務官）
演 - 細川ふみえ
毎朝、課長室に昨夜の事件速報簿を持って報告するのが日課。特技は歌。潜入捜査で信用金庫に勤務した事がある。
高倉 大介（課長）
演 - 渡哲也
階級は警部。刑事としての長い経験を元に、部下たちに様々なアドバイスを送る。辰巳署に勤務していたことがある。特技は魚をさばくこと。

### ゲスト

#### 第1話
川村 泰吉
演 - 藤木悠
川村刑事の父。定年目前の城西署鑑識課員。3年前の宝石店強盗事件を独自に再捜査している最中に事件の真犯人に射殺されてしまう。事件解決後、その功績により警視総監賞を贈られる。
一之瀬 隆
演 - 内田直哉
3年前の事件の被害者だが、事件で殺された妻（塩見文）には多額の保険金がかけられていた。
野口 みさ子
演 - 星瑤子
一之瀬隆の店の店員。3年前の事件の鍵を握る。
川村泰吉の妻
演 - 谷口香

#### 第2話
式根 淳史
演 - 久保田篤
事件の容疑をかけられた男。元暴走族メンバー。川村と山下が2度身柄確保するも、護送中に謎の襲撃チームに襲われ、また逃走されてしまう。何かの事実を隠しているも、川村は彼を信用してしまう。
乾
演 - 武藤章生
元南品川署の刑事。式根の過去の事件に関わっていた。

#### 第3話
奥谷 けいこ
演 - 北原佐和子
事件の被害者であるAV制作プロダクション社長（森章二）から過去のAV出演歴をネタに恐喝されている。
奥谷 聡子
演 - 北原佐和子（二役）
奥谷けいこの双子の姉。信用金庫行員。AV出演に怒って妹と縁を切っている。
瀬上 かずひこ
演 - 冨家規政
奥谷けい子のフィアンセ。けい子のAV出演の過去を承知の上で結婚しようとする。

#### 第4話
田中 みき
演 - 水原ゆう紀
被害にあった時計貴金属店の店主。息子の裕也は、羽山がコーチを務める少年野球チームの選手。事件にあったショックから自殺未遂を起こしてしまい、羽山らに助けられる。
大堀 茂男
演 - 片岡五郎
入手した中野係長の名刺を使って、みきの店に強盗をはたらく。

#### 第5話
あけみ
演 - 若林志穂
刑事防犯課・捜査係が出前を取るラーメン屋「来々軒」に、最近バイトで入った女性。身寄りがなく、当初はバイトもやる気のない様子だった。冒頭のシーンで、署に置き去りにされた赤ちゃんとも関わりがある。

#### 第6話
番場 つよし
演 - 市川好郎
5年前に羽山が逮捕した男。元・組員で強盗犯だった。右頬には、逮捕時に羽山の撃った傷痕がある。羽山が当時の逮捕の際に番場は妹・陽子（吉原緑里）と会っており、逃走しようとする彼の撃った弾が陽子に当たり、即死させてしまう。故に、逮捕に来た羽山を逆恨みしている。模範囚で刑が短縮され、出所後、羽山への復讐を企てる。

#### 第7話
山田 洋一
演 - 斎藤清六
35歳。火災事故で人命救助をした男。北川れい子（吉田美江）という女性と暮らしているが、籍は入っていない。れい子の息子である、まこととあまり上手く行っていない。目立つことが嫌で、警戒心の異常に強い理由は、5年前の横浜で発生した未解決事件と関係があるらしい。
北川 まこと
演 - 伊藤淳史
7歳の少年。伝書鳩の入ったかごを落としそうになったのを助けられたことから、羽山と知り合う。伝書鳩の名前は「りょう」（羽山の名前と同じでもある）。2年前に交通事故で亡くなった父の名前から取ったものである。

#### 第8話
役名の漢字表記については明記なし。2人とも城南署管内で多発していた自動車窃盗犯で、城西署の覆面パトカーも盗んでしまう。彼ら2人が犯罪を続ける理由は、1人の不治の病だった。そして、盗んだ覆面パトカーの中から、弓子が置き忘れた拳銃を発見した窃盗犯コンビは、自分たちの夢の実現のためにある勝負を仕掛ける。
仙波 としお
演 - レオナルド熊
元捕鯨船船員。商業捕鯨禁止で失業してから転落の人生を歩む。息子（影山英俊）とは絶縁状態にある。
西田 けいぞう
演 - 小沢一義
仙波の刑務所仲間。西田を親のように慕っている。

#### 第9話
強盗殺人事件で、警視総監賞狙いの岡本は丸山を使って犯人の沢口（金子研三）を逮捕したが、丸山の身に危険が及ぶことになる。
丸山 丈
演 - 大村浩之
元暴走族で、現在はスタントマン。そして、岡本の情報屋でもある。昔、自動車窃盗罪の疑いをかけられたのを、辰巳署時代の岡本が無実を証明したため、それ以来の知り合いである。

#### 第10話
高村 奈津子
演 - 白川和子
横領事件で手配中の逃亡犯。海外へ逃亡したかと思われていた。他事件の逮捕の場に偶然居合わせ、歩道橋から転倒し入院。所在が明らかになる、山梨出身。
小泉 明子
演 - 安永亜衣
旧姓は「高村」。逃亡犯である奈津子の娘。事件後、叔母（川口節子）に養子として引き取られ、現姓に。6年前、高校に入学してすぐの頃、不良グループに絡まれているところを、別件で聞き込みをしていた中野に保護される。その後、相談相手になった中野とは文通を続けていた。近々、望月公平という同僚男性（北詰友樹）と結婚をする予定。
佐伯 隆
演 - 中田博久
奈津子の愛人。
山岡 まさえ
演 - 松田真知子
奈津子の知人。入院の時に世話になったことから、奈津子の海外逃亡の手助けをする。

#### 第11話
山下刑事の母
演 - 春川ますみ
山下の母親で、名前は不明。高知県に住んでいる。飛行機や船が嫌いらしく、瀬戸大橋が完成して、やっと息子の住む東京に様子を見にやって来た。夫は漁師だったが、遭難事故で早くに亡くしている。上京してすぐに轢き逃げ事件を目撃したことから、捜査に首を突っ込んでしまう。
三杉呉服店社長
演 - 三田登喜子
轢き逃げ犯として自首してきた。

#### 第12話
樋口 かおる
演 - 小野さやか
桜井の高校時代からの親友。横領事件の容疑がかけられる。

#### 第13話
宝石輸送車襲撃事件が発生し、その容疑者として和也が浮上する。しかし逮捕の際和也が銃撃で死亡する。絶望の渕にいたかおるに何者かの電話がかかってくる。
宇佐美 かおる
演 - 福家美峰
元暴走族で、現在は喫茶店のママ。刑事になりたての頃の川村が捕まえた過去がある。同じ元暴走族の和也（木下雅之）と結婚。
茜
演 - 綾瀬早智子
レディースの総長。かおるの店のウェイトレスをしている。
小松原 直人
演 - 黒部進
警備会社社長。自社の宝石輸送車が襲撃にあう。
豪島 巌
演 - 坂西良太
輸送車襲撃主犯。
秋吉
演 - 石橋祐
元暴力団幹部。小松原と付き合いがある。

#### 第14話
誘拐事件が発生する。被害者はなぜか、警察に隠密に取引を進めようとする。
宇田川 明子
演 - 南條玲子
川村の元・恋人。今は夫（越村公一）と息子（峰松佑貴）がいる。川村と、誘拐事件捜査の過程で再会する。今の夫は、川村と正反対のタイプである。
大川
演 - 辰馬伸
誘拐事件主犯。当初主犯だった野崎（松山鷹志）から主導権を取り上げてしまう。

#### 第15話
高倉の恩人が、殺人事件の容疑者となってしまう。
岩上 富蔵
演 - 若林豪
元・辰巳署の刑事で、今は焼き鳥屋の大将。高倉が辰巳署時代に刑事のいろはを教わった先輩。剣道の腕もある。内縁の女（清水さゆり）と連れ子がいる。
清水 誠
演 - 大谷朗
大阪でコカインを強奪して東京に逃亡。夜の公園で、偶然通りかかった富蔵とケンカになり、石で殴られて死亡してしまう。
永友 / 白井
演 - 友金敏雄 / 塩谷庄吾
清水と共に大阪でコカインを強奪する。

#### 第16話
吉野 正平
演 - 新井康弘
昼間の顔は美容器具販売会社の訪問セールスマン。借金返済のため妻子を実家に帰し、自身は東京で単身で働いて返済をしながら妻子への送金を続けている。しかし夜になると怪盗203号として、浅草両国エリア内で泥棒を重ねる。高級マンションのみを対象とし、手をつけるのは現金のみで、見つけた総額の半分を残すのがポリシー。あるチーママ（斧田和枝）の留守宅での仕事中に、向かいのマンションの一室で起こった殺人事件を目撃してしまう。
鮫島刑事
演 - 山田吾一
ムササビこと怪盗203号の専従捜査刑事。吉野をマークしている。
三上
演 - 冴場都夢
殺人事件の被害者の婚約者。
吉野 てるこ
演 - 津島令子
吉野正平の妻。

#### 第17話
輸送車襲撃事件が発生し、警ら中の白バイ隊が追跡するも逃げられてしまう。追跡していた白バイ隊員は羽山の後輩・三上だった。羽山の計らいで捜査に参加することになったが、偶然犯人を見つけ、単独で逮捕に動き始める。
三上 敦史
演 - 深江卓次
白バイ隊員。羽山の角筈署時代の後輩。4年前に職務質問で逃走中の殺人犯（神威狂児）を発見・追跡していた時犯人に捕まってしまい、現場に駆けつけた羽山に助けられる。羽山に今の自分の成長した姿を見せようと張り切るも、念願の捜査係・刑事への辞令当日に、犯人の銃弾に倒れ、殉職。
小西
演 - 遠藤憲一
警備会社の警備員。輸送車襲撃事件での被害者と思われた。
足立
演 - 草薙良一
輸送車襲撃事件の主犯。
田所
演 - 仲本工事
輸送車襲撃事件での拳銃密売人。

#### 第18話
ゆきえ
演 - 松田美由紀
半年前のサラ金強盗犯人の濡れ衣を着せられたまま、車の転落事故で死亡した弟・おさむの無実を信じている。警察にも信じてもらえず、大町への復讐を企てる。城西署に連行された大町を追撃すべく城西署に乗り込み、あや子を人質にとって刑事部屋を占拠する。
大町
演 - 半戸敬志
半年前のサラ金強盗の真犯人と思われる。おさむがグレていた時の兄貴分。パチンコ屋でけんか騒ぎを起こして城西署に連行されるも、その後釈放される。ゆきえの訴えを聞いた羽山らは再捜査に乗り出す。

#### 第19話
現金輸送車襲撃計画を聞いてしまった女子大生が拉致される。羽山は鎌倉市に向かう。
島村 香
演 - 浅野愛子
城南女子大3年生。婚約者の大友の現金輸送車襲撃計画を聞いてしまい、羽山のもとに相談に行くも、根拠がはっきりしないとのことで門前払いを食らう。マンションに戻ったところ、襲撃グループ仲間（渡祐志・澤田謙也）に拉致される。
大友 和義
演 - 宮本大誠
香の婚約者。明建ハウジング勤務のサラリーマン。賭け麻雀で借金を作り、現金輸送車襲撃を計画する。

#### 最終話
川村に本庁栄転の内示が出た。羽山・川村コンビの最後の捜査が始まる。
牧野 おさむ
演 - 佐藤侑輝
6歳の幼稚園児。母親は事故死。父子家庭。工事現場で父親と自転車で遊んでいる最中、事務所内での、麻薬取締官・湯原の射殺現場を目撃してしまい、逃げる途中目前で父親が射殺されたショックで失語症になってしまう。
宇佐美
演 - 外山高士
麻薬取締官。コンビを組んでいた湯原の、麻薬密売グループとの癒着の疑惑を晴らそうとしている。
おさむの失語症を診察した医師
演 - 北村総一朗
唐沢
演 - 小池雄介
麻薬密売グループリーダー

## スタッフ
- 制作者 - 渡哲也
- 企画 - 小林正彦
- プロデューサー - 岩崎純、星裕夫（テレビ朝日）
- 脚本 - 峯尾基三、宮下隼一、折戸伸弘、大川タケシ、大塚孝典、谷口聡、香取俊介、大野武雄、加藤章一、国友弘子、日暮裕一、鈴木康之、柏原寛司
- 撮影 - 金宇満司、内田清美
- 照明 - 椎野茂
- 美術 - 渡辺平八郎（第1 - 11話）
- 録音 - 佐藤泰博
- 整音 - 小峰信雄
- 音響効果 - 東洋音響カモメ
- 編集 - 鍋島惇
- 助監督 - 梅澤利之、児玉宜久、久田昌
- 記録 - 斉藤能子、水平富喜子
- 製作担当 - 藪下隆、小林茂広、小谷圭
- 制作プロデューサー - 古賀直行
- キャスティング - 小島克己、安藤実
- 番組宣伝 - 池田慶介（テレビ朝日）
- 衣裳デザイナー - 加藤和孝
- 音楽 - 埜邑紀見男
- サウンドトラック作曲 - 櫻井哲夫、鈴木雄大、土岐英史、村田陽一、吉川忠英
- 音楽監督 - 鈴木清司
- 監督助手 - 片山真之助、福島耕二、久田昌、旭正嗣、本多繁勝
- 撮影助手 - 山田達也、佐藤真之、寺田緑郎
- 録音助手 - 澤田敏春、矢野友二
- 照明助手 - 寺崎裕次、船橋正生、板沢友己
- 編集助手 - 二本柳かおり、平澤政吾
- ネガ編集 - 広田政美
- スチール - 田村光広（文化工房）
- 制作助手 - 高岡理香、田島啓次、石井正人、輿賢治
- 企画助手 - 谷口聡
- 音楽協力 - ファンハウス、テレビ朝日ミュージック、石原音楽出版
- 技斗 - 高倉英二
- 衣装 - 第一衣裳
- 小道具 - 高津小道具装飾、京阪商会
- 装飾 - ケイプランニング
- 車輌 - ブーム
- 現像・テレシネ - IMAGICA
- 監督 - 小澤啓一、江崎実生、澤田幸弘、吉田啓一郎、村田忍
- 制作 - 石原プロモーション、テレビ朝日

## 主題歌/サウンドトラック
- OP：「奴らを高く吊るせ」（作曲：ドミニク・フロンティエール[注 4]、編曲：矢野立美）

クリント・イーストウッド主演の西部劇映画『奴らを高く吊るせ!』（1968年）のメインテーマのカバー。
- ED：舘ひろし「濡れた瞳にくちづけを」（作詞：森浩美、作曲：織田哲郎、編曲：梁邦彦）
- サウンドトラック：「愛しの刑事 オリジナル・サウンドトラック」（ファンハウス：FHCF2036）

## 放送日程
| 放送回 | 放送日         | サブタイトル                            | 脚本              | 監督       |
| ------ | -------------- | --------------------------------------- | ----------------- | ---------- |
| 1      | 1992年10月18日 | 名コンビ誕生! 友情の捜査                | 峯尾基三          | 小澤啓一   |
| 2      | 10月25日       | 外された手錠! 信頼の賭け                | 宮下隼一          | 江崎実生   |
| 3      | 11月01日       | 死にたい気分! 新米デカとAVギャル        | 折戸伸弘          | 小澤啓一   |
| 4      | 11月22日       | 息子よ! 襲われた母さんが…               | 大川タケシ        | 江崎実生   |
| 5      | 11月29日       | 母親探し! 赤ん坊抱えて汗だく捜査        | 大塚孝典          | 澤田幸弘   |
| 6      | 12月06日       | 墓前の花! 妹を誤殺した銀行強盗          | 谷口聡            | 澤田幸弘   |
| 7      | 12月13日       | 美談! 警視総監賞を辞退した男            | 香取俊介          | 吉田啓一郎 |
| 8      | 12月20日       | 奪還! 女刑事が拳銃を奪われて…           | 大野武雄          | 吉田啓一郎 |
| 9      | 12月27日       | 功名心! 捨て身捜査の名演技!?            | 峯尾基三          | 村田忍     |
| 10     | 1993年01月10日 | 花嫁の母は海外逃亡犯・6年目の帰国の謎!? | 峯尾基三          | 江崎実生   |
| 11     | 1月17日        | ひき逃げ! 2人の母の闘い!!               | 折戸伸弘 加藤章一 | 村田忍     |
| 12     | 1月24日        | 結婚したい症候群・貢いで待つ女!         | 国友弘子          | 江崎実生   |
| 13     | 1月31日        | 更生を夢見た女! 恋人は宝石強奪犯        | 宮下隼一          | 吉田啓一郎 |
| 14     | 2月07日        | 夫の誘拐を隠す妻! 愛に揺れて…           | 日暮裕一          | 吉田啓一郎 |
| 15     | 2月14日        | 身代わり自首!? かくまわれた母と子!      | 大野武雄          | 江崎実生   |
| 16     | 2月21日        | 裏窓の女秘書殺し! 目撃者は怪盗203号     | 峯尾基三          | 江崎実生   |
| 17     | 2月28日        | 殉職! 先輩デカへの恩返し!!              | 峯尾基三          | 澤田幸弘   |
| 18     | 3月07日        | 刑事防犯課を占拠する女! 婦警が人質に!?  | 宮下隼一 鈴木康之 | 澤田幸弘   |
| 19     | 3月14日        | 行方不明の女子大生! 血痕の叫び!!        | 柏原寛司          | 小澤啓一   |
| 20     | 3月21日        | 失語症の少年! 栄転へのラスト捜査!!      | 峯尾基三          | 小澤啓一   |